# パラソフィア京都国際現代芸術祭
PARASOPHIA: 京都国際現代芸術祭（パラソフィアきょうとこくさいげんだいげいじゅつさい）は、京都府京都市で開催される現代芸術をテーマとした国際芸術祭である。

## 歴史
2011年に京都経済同友会の代表理事に就任した長谷幹雄がヴェネツィア・ビエンナーレをモデルに、新たな芸術や文化を京都から世界に発信するイベントとして発案した。実施にあたっては、京都周辺の芸術系大学や企業に協力を求め、神社仏閣などを舞台として、世界的な芸術家を招致するほか、若い作家の発表の場とするとした。当初は2013年の開催を目指していた。
2012年5月23日には、京都経済同友会、京都市、京都府の三者により、京都ビエンナーレ2015研究会が発足、実施に向けコンセプトや事業規模、予算など具体的な計画の検討が開始された。
2012年10月には、長谷ほか京都市、京都府の代表が韓国で開催されている釜山ビエンナーレ、光州ビエンナーレ、ソウル市立美術館などを視察した。
アーティスティックディレクターは、長谷を委員長とする芸術系大学教員および美術館関係者によって構成された選考委員会が選考を行い、2013年4月に元京都国立近代美術館学芸課長の河本信治が就任した。
2013年5月に第1回記者発表が行われ、開催概要、コンセプト、ロゴデザイン、開催までのスケジュール、運営組織などが発表された。正式名称をPARASOPHIA: 京都国際現代芸術祭2015として、2015年3月下旬から2015年5月上旬にかけて京都市美術館、京都府京都文化博物館などで開催し、入場者数25万人を目標とするとした。開催までの3年間の総事業費は4億5000万円とした。
タイトルのPARASOPHIAは、ギリシア語で叡智や学問を意味するsophiaと、別の、逆の、対抗的な、といった意味を持つ接頭辞のparaを組み合わせた造語である。Paraは、ベンゼンに代表される芳香族化合物の結合基の位置を示す接頭辞としても使われるが、同様の接頭辞である正規を意味するorthoや超越を意味するmetaと比較して好ましく思った、と河本は述べている。

## オープンリサーチプログラム
2013年6月からアーティスティックディレクターとキュレトリアルチームによる準備段階の調査研究を一般に公開するためのオープンリサーチプログラム（Open Research Program）が、報告会、対談、レクチャーなどの形で開催された。

## プレイベント
2014年2月8日 - 3月16日まで、開催1年前のプレイベントとして、ウィリアム・ケントリッジ「時間の抵抗」の作品展示が元・立誠小学校で行われた。

## パラソフィア京都国際現代芸術祭2015
| 会期                           | 2015年3月7日-5月10日 |
| 会場                           | 京都市美術館、京都府京都文化博物館別館、堀川団地、京都芸術センター、河原町塩小路周辺、鴨川デルタ、大垣書店烏丸三条店、京都BAL |
| アーティスティックディレクター | 河本信治（元京都国立近代美術館学芸課長）                                                                                      |
| 参加アーティスト               | 国内外約40組 |
| 入場者数                       | （目標）25万人 |
| 主催                           | 京都国際現代芸術祭組織委員会、一般社団法人京都経済同友会、京都府、京都市                                                      |

### 会場
都市内での芸術祭は会場が分散する傾向にあるが、PARASOPHIAでは来場者の利便性を重視して、京都市美術館と京都府京都文化博物館を中心に概ね地下鉄沿線に配置されている。作者による現地調査を実施した上で展示会場を選択した結果、神社仏閣など京都をイメージさせるステレオタイプ的な場所は展示会場に含まれなかった。
2015年4月18日から5月10日にかけて京都市内で開催されるKYOTOGRAPHIE 京都国際写真祭2015とは日程が競合しており、KYOTOGRAPHIE 2014で使用された京都文化博物館別館および京都芸術センターをPARASOPHIAが使用するため、KYOTOGRAPHIE 2015では会場から外されている。
- 京都市美術館 北緯35度0分46.2秒 東経135度47分0.8秒
- 京都府京都文化博物館 北緯35度0分31.5秒 東経135度45分44.1秒
- 堀川団地 北緯35度1分27.3秒 東経135度45分5.2秒
- 京都芸術センター 北緯35度0分19.5秒 東経135度45分30.1秒
- 河原町塩小路周辺 北緯34度59分14秒 東経135度45分51.1秒 - 土地区画整理事業の施行により空地となっている土地で作品を展示。
- 鴨川デルタ 北緯35度1分48.6秒 東経135度46分18.2秒 - 賀茂川と高野川の合流地点の河川敷で作品を展示。
- 大垣書店烏丸三条店 北緯35度0分31.8秒 東経135度45分34秒 - 書店のショーウィンドウを利用して作品を展示。
- 京都BAL 北緯35度0分24.8秒 東経135度46分9.4秒 - 建て替え工事中の商業ビルの仮囲いを利用して作品を展示。

### 出展作家
- 蔡國強（Cai Guo-Qiang）
- ヨースト・コナイン（Joost Conijn）
- スタン・ダグラス（en:Stan Douglas）
- ハルーン・ファロッキ（en:Harun Farocki）
- サイモン・フジワラ（Simon Fujiwara）
- ドミニク・ゴンザレス=フォルステル（en:Dominique Gonzalez-Foerster）
- ヘフナー/ザックス（Hoefner/Sachs）
- ヘトヴィヒ・フーベン（Hedwig Houben）
- 石橋義正（Yoshimasa Ishibashi）
- ブラント・ジュンソー（Brandt Junceau）
- 笠原恵実子（Emiko Kasahara）
- ウィリアム・ケントリッジ（en:William Kentridge）
- ラグナル・キャルタンソン（en:Ragnar Kjartansson (performance artist)）
- 倉智敬子＋高橋悟（Keiko Kurachi & Satoru Takahashi）
- リサ・アン・アワーバック（Lisa Anne Auerbach）
- ナイリー・バグラミアン（Nairy Baghramian）
- ルイーズ・ローラー（en:Louise Lawler）
- アン・リスレゴー（en:Ann Lislegaard）
- 眞島竜男（Tatsuo Majima）
- アフメド・マータル（en:Ahmed Mater）
- アーノウト・ミック（en:Aernout Mik）
- 森村泰昌（Yasumasa Morimura）
- スーザン・フィリップス（en:Susan Philipsz）
- フロリアン・プムヘスル（en:Florian Pumhösl）
- ピピロッティ・リスト（Pipilotti Rist）
- アリン・ルンジャーン（Arin Rungjang）
- 笹本晃（Aki Sasamoto）
- アラン・セクーラ（en:Allan Sekula）
- セクーラを読む人（The Sekula Reader in Japan） 
  - 番場俊（Bamba Satoshi）
  - 前川修（Maekawa Osamu）
  - 佐藤守弘（Satow Morihiro）
  - 北野圭介（Kitano Keisuke）
- グシュタヴォ・シュペリジョン（Gustavo Speridião）
- 高嶺格（Tadasu Takamine）
- 田中功起（Koki Tanaka）
- アナ・トーフ（Ana Torfs）
- ローズマリー・トロッケル（Rosemarie Trockel）
- ジャン=リュック・ヴィルムート（en:Jean-Luc Vilmouth）
- ヤン・ヴォー（en:Danh Vo）
- 王虹凱（Hong-Kai Wang）
- 徐坦（Xu Tan）
- やなぎみわ（Miwa Yanagi）
- アレクサンダー・ザルテン（Alexander Zahlten）